# Diane Hegarty
Diane Hegarty (ur. 13 listopada 1942 w Chicago, zm. 23 lipca 2022) - współzałożycielka Kościoła Szatana. Hegarty przez dwadzieścia lat była Najwyższą Kapłanką, była również żoną tzw. "Czarnego Papieża" Antona Szandora LaVeya z którym miała córkę Zeenę LaVey.

## Filmografia
- The Devil's Rain (1975, jako Priscilla Corbis)[1]
- MSNBC Investigates (2001, jako ona sama)[1]
- Satanis (1970, jako ona sama)[1]